# La ermita
La ermita es una película española de Género fantástico y Terror sobrenatural dirigida por Carlota Pereda y protagonizada por Belén Rueda y Maia Zaitegi.

## Sinopsis
Emma (Maia Zaitegi) quiere aprender a comunicarse con el espíritu de una niña que lleva siglos atrapada en la ermita de su pueblo. Intenta convencer a Carol (Belén Rueda), una incrédula y falsa médium, para que le enseñe a hablar con fantasmas. Su ayuda será el único camino para seguir unida a su madre enferma cuando ella muera. Si Carol no la protege, la vida de Emma correrá peligro.

## Reparto
- Maia Zaitegi como Emma
- Belén Rueda como Carol
- Josean Bengoetxea como Jon Elorza
- Loreto Mauleón como Maider
- Jon Olivares como Asier
- Elena Irureta como Edurne
- Nagore Aranburu como Ivana Peralta (Joven)
- María Barrios como Sofía Soler
- Airoa Izaguirre como Julia
- Araia Díaz como Claudia
- Anastasia Russo como Carol (Niña)
- Alba Hernández como Usoa
- Erik Probanza como Asistente social
- Iñaki Beraetxe como Alcalde
- Ainhoa Aierbe como Señora Soler
- Gaizka Ugarte como Profesor
- Antton Bastero como Sacerdote
- Belén Cruz como Señora sesión espiritismo
- Laura Galán como Chica sesión espiritismo
- Amets Otxoa como Niño malote Ikastola
- Ane Pikaza como Actriz sobreactuada

## Producción
Carlota Pereda ha rodado su segundo largometraje, La ermita, en varios enclaves de Euskal Herria como Usúrbil o Leiza.

## Premios y nominaciones
| Año  | Premio       | Categoría                  | Resultado |
| ---- | ------------ | -------------------------- | --------- |
| 2024 | Premios Goya | Mejores efectos especiales | Nominado  |